# Wintrange
Wintrange (Luxemburgs: Wëntreng, Duits: Wintringen) is een plaats in de gemeente Schengen en het kanton Remich in Luxemburg.

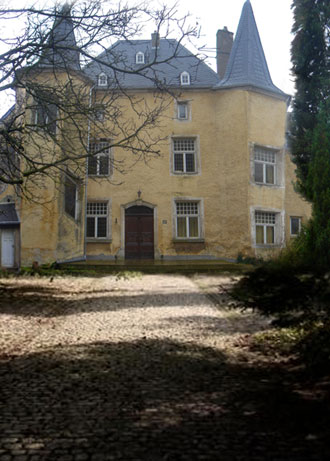
Kasteel van Wintrange

Wintrange telt 347 inwoners (2001).